# Akragaszi Teron

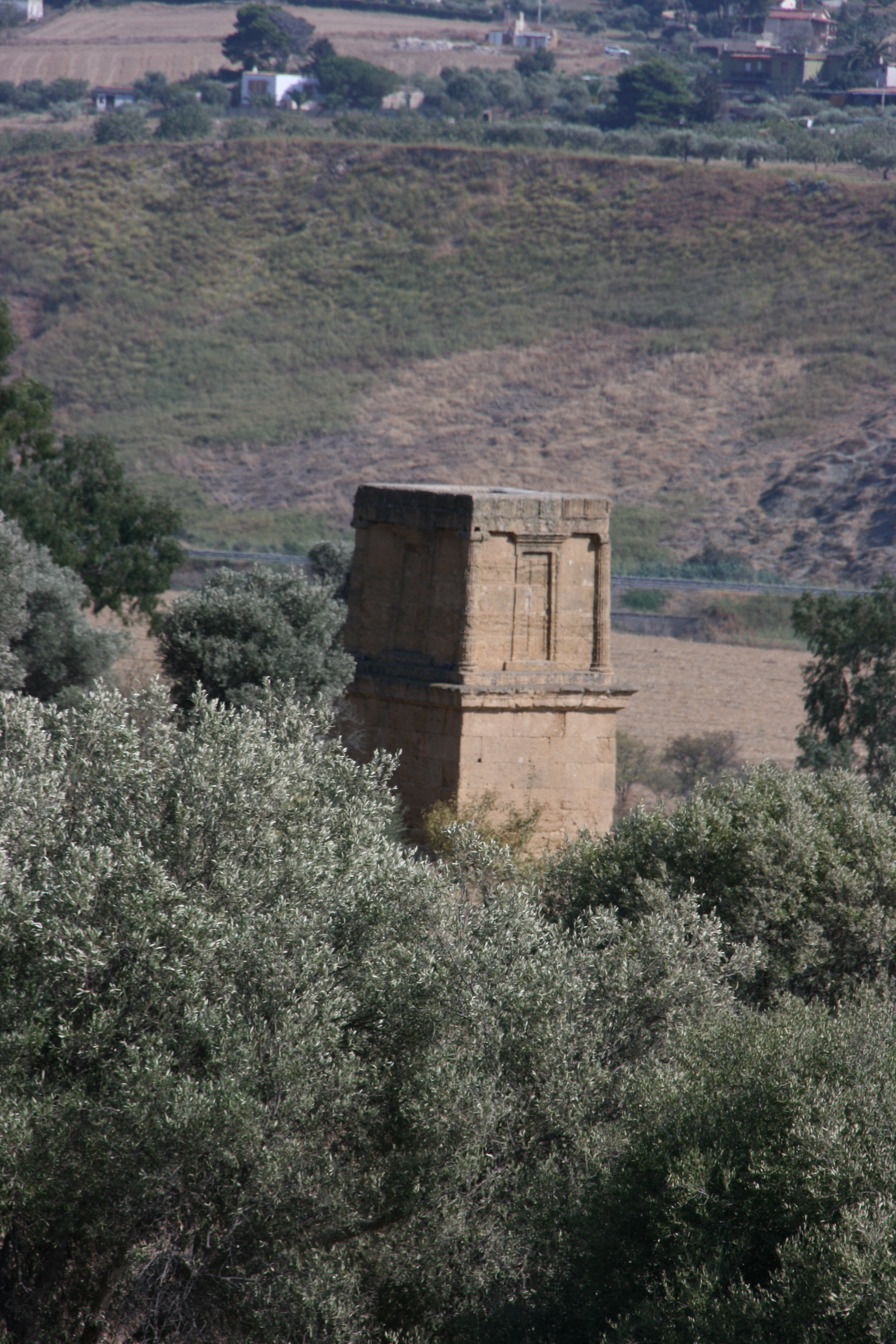
Teron állítólagos sírja az agrigentói Valle dei Templiben

Akragaszi Teron (Kr. e. 540/530 –  473/472) türannosz (magyarul egyeduralkodó zsarnok) volt az antik Szicíliában. Az emmenida nemesi család sarja. Hatalomra jutásának pontos dátuma (i. e. 488 k.) és módja Akragaszban (a mai Agrigentóban) nem tisztázott. Fontos kronológiai adatok: Himéra elfoglalása Kr. e. 483-ban, részvétele a Karthago elleni harcokban és az ennek során kivívott győzelme vejével a siracusai Gelonnal karöltve, Kr. e. 480-ban. A győzelemből származó gazdag hadizsákmány révén Akragasz prosperáló várossá emelkedett (ezt utóbb Pindarosz dicsőítette ódáiban). Kr. e. 476-ban kocsihajtó (tethrippon) olimpiai bajnok volt a 76. ókori olümpiai játékokon.
Teron csak látszatra volt szelíd türannosz, még ha Pindarosz túlzottan jónak mutatta is be ódáiban, mivel nem volt híján keménységnek, mint azt az ellene lázadó himériaiakra szabott kemény büntetése mutatja.
477-ben összeütközésbe került Hieronnal, de hamarosan kibékült vele. Így felismerhető nála az a tendencia, hogy a hatalmasabb ellenséggel szembeni harcot kerülte. Kiindulhatunk abból, hogy valamiféle „államrezon“ nála már felismerhető. Fiát Traszüdaioszt feltehetően nem jellemezte ugyanez, és miután 472-ben apja halálával annak örökébe lépett, hamar menekülnie kellett.

## Lásd még
Teron sírja

## Fordítás
Ez a szócikk részben vagy egészben  a   Theron von Akragas című német Wikipédia-szócikk ezen változatának fordításán alapul.  Az eredeti cikk szerkesztőit annak laptörténete sorolja fel. Ez a jelzés csupán a megfogalmazás eredetét és a szerzői jogokat jelzi, nem szolgál a cikkben szereplő információk forrásmegjelöléseként.